# Aérodrome de Makokou
L'aérodrome de Makokou est un aéroport desservant Makokou, province d’Ogooué-Ivindo, Gabon. La piste se trouve à 4 kilomètres (2,5 mi) au nord-est de la ville.
L'aérodrome porte le nom d'« Ipassendjé ».

## Compagnie aérienne et destination
| Compagnies                    | Destinations        |
| ----------------------------- | ------------------- |
| Nationale Régionale Transport | Libreville-Léon Mba |

Edité le 16/10/2023